# Classe di concentrazione di Shapley/Sawyer
La classe di concentrazione di Shapley-Sawyer è un sistema di classificazione degli ammassi globulari in scala da uno a dodici usando i numeri romani, a seconda della loro concentrazione. Gli ammassi più concentrati, come M75, sono indicati come appartenenti alla Classe I, mentre i meno concentrati, come Palomar 12, sono di Classe XII.
Questo metodo fu elaborato da Harlow Shapley insieme a Helen Sawyer Hogg, tra il 1927 e il 1929, diventando noto come "Classe di concentrazione di Shapley-Sawyer".